# モーブ
モーブ (Mauve) は1856年にウィリアム・パーキンが発見し、工業的に生産された世界初の合成染料である。モーベイン (Mauveine)、アニリンパープルと呼ばれることもある。紫色の色素であり、アニリン染料に属する。モーブはフランス語のゼニアオイを意味する語から名づけられた。

## 前史
モーブ以前の合成染料としては、フリードリープ・フェルディナント・ルンゲがコールタールを蒸留して得たキアノールや、パーキンの指導者でもあったアウグスト・ヴィルヘルム・フォン・ホフマンが合成したアニリン由来の染料があったほか、企業によって試験的に得られていたものもあったが、いずれも実用化には至っていない。
従って、たびたびモーブはセレンディピティ的な発見の経緯と共に「世界初の合成染料」として紹介されるが、正しくは「工業的に生産された世界初の合成染料」ということになる。

## 歴史

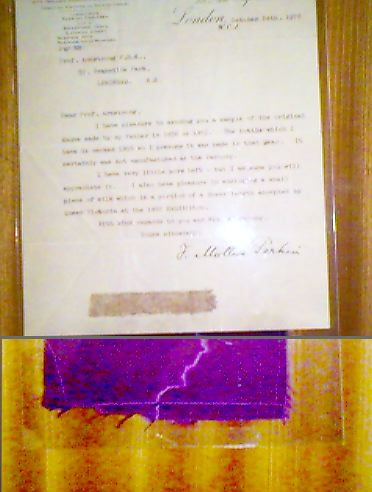
パーキンの息子からの手紙。モーブで染められた絹が同封されている

パーキンは当時イギリスの王立化学大学に招聘されていたホフマンに師事していた。パーキンはイースターの休暇で自宅に戻っていた際に、自宅の実験室でキニーネの合成法を研究していた。当時は分子の構造についての概念が未熟であったため、パーキンは当時知られていたキニーネの分子式 (C20H24N2O2) を元に、アリルトルイジン (C10H14N) を酸化してやれば合成が可能ではないかと考えた。そこでクロム酸で酸化してみたが褐色のタール状混合物が得られただけであった。
そこで今度はアニリンを同様の方法で処理してみた。同じように黒色のヤニが得られたが、これをエタノールに溶かしてみたところ紫色の溶液が得られた。当時のヨーロッパでは紫色の染料は極めて高価な貝紫しか知られていなかったので、パーキンはこの溶液を染料として用いることを考えた。そしてこの溶液が絹を染める能力を持つこと、綿についても前処理することで染色が可能なことを発見した。染料として使える程度の耐候性もあることが分かった。
そしてパーキンはこの染料についての特許を取得し、ホフマンの反対を押し切って1857年にこの染料を製造する工場を設立した。1862年にはロンドン万国博覧会においてヴィクトリア女王がモーブで染色した絹のガウンをまとって出席したことでヨーロッパ中の話題になった。しかし、モーブはイギリスでは保守的な染料業者が多かったためあまり評価が高くなかったこと、同じようなアニリン染料であるフクシンが直後に発見されたことから大きな成功を収めたとは言いがたい。

## 構造

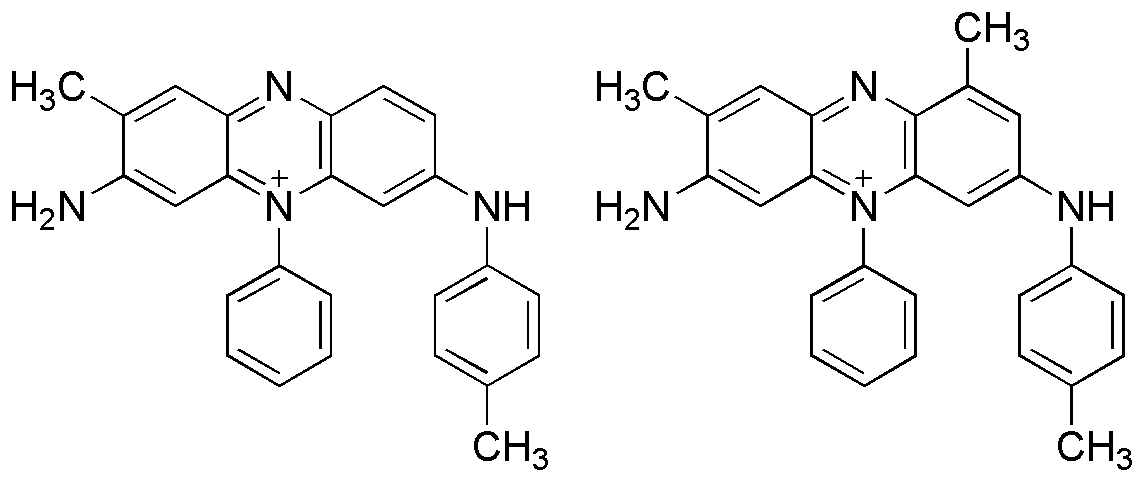
モーベインA（左）とモーベインB（右）の構造式（カチオン部分）

モーベインB2の構造式

モーベインCの構造式

モーブを構成する色素モーベインは主に2種類の色素モーベインAとモーベインBの混合物である。これらのモーベインの構造は1994年に確定した。原サンプルの分析によってそれまで提唱されていた構造が間違っていたことが判明したのである。さらに2007年になって、新たにモーベインB2およびモーベインCが発見された。
パーキンの使ったアニリンはかなりの量のトルイジンを含んでいた。そのため、モーベインの構造中にはトルイジンに由来するメチル基がある。モーベインAはアニリン2分子と o-トルイジン1分子、p-トルイジン1分子が結合した分子式 C26H23N+
4X−（X は対イオン）の物質であり、モーベインBはアニリン1分子と o-トルイジン2分子、p-トルイジン1分子が結合した分子式 C27H25N+
4X−の物質である。